# 新渡戸仙岳
新渡戸 仙岳（にとべ せんがく、（1858年10月5日（安政5年8月29日） - 1949年（昭和24年）9月26日）は、日本の教育者、郷土史家。

## 経歴
1858年（安政5年）、陸奥国盛岡馬町（現在の岩手県盛岡市清水町）にある峯壽院住職の家に生まれる。曽祖父の新渡戸姫岳は与謝蕪村に学んだ俳諧師で、諸国を漫遊した。
盛岡藩の藩校作人館に学んだ後、公立盛岡師範学校を経て初等教育者となる。県内各地の小学校に赴任し、1887年（明治20年）気仙郡立高等小学校校長となるも、1907年（明治40年）の盛岡高等女学校校長を最後に教職を辞した。退職後は『巖手日報』主筆となる。その後、岩手県史編纂委員長、南部藩史編纂委員、史跡名勝天然記念物調査委員などを歴任しつつ、郷土史史料の収集にあたった。また1929年（昭和4年）には岩手毎日新聞の社長に就任している。
1949年（昭和24年）に収集した史料のほとんどを岩手県立図書館に寄贈し、「新渡戸文庫」として収蔵された。
盛岡高等小学校（現在の盛岡市立下橋中学校）の教え子に石川啄木、金田一京助、米内光政などがおり、特に啄木については雑誌「小天地」を発刊した際に金銭的支援をし、自ら長い評論を寄せるなどその才能を買っていた。啄木の未完小説『馬町の先生』のモデルである。啄木は1909年10月に妻が長女を連れて盛岡の実家に無断で帰った際、仙岳に妻帰宅の援助を求める手紙を送っている。

## 参考資料
- 青森県史編さん中世部会『青森県史 資料編 中世 1　南部氏関係資料』青森県、2004年3月31日。
- 大宮利夫『郷土史家人名辞典』内外アソシエーツ、2007年12月25日。ISBN 978-4-8169-2080-6。
- 岩手放送『新版 岩手百科事典』アイビーシー岩手放送、1988年10月15日。